# إيوغيني بيرد
إيوغيني بيرد (بالإنجليزية: Eugenie Baird)‏ هي مغنية وموسيقية ومقدمة برامج إذاعية أمريكية، ولدت في 18 سبتمبر 1924 في Mt. Lebanon, Pennsylvania ‏ في الولايات المتحدة، وتوفيت في 12 يونيو 1988.

## وصلات خارجية
- إيوغيني بيرد على موقع IMDb (الإنجليزية)
- إيوغيني بيرد على موقع قاعدة بيانات برودواي على الإنترنت (الإنجليزية)
- إيوغيني بيرد على موقع أول ميوزيك (الإنجليزية)